# ملوین فرانکلین
ملوین فرانکلین (انگلیسی: Melvin Franklin؛ ۱۲ اکتبر ۱۹۴۲ – ۲۳ فوریهٔ ۱۹۹۵) ملقب به آبی (Blue) خوانندهٔ بم‌خوان اهل ایالات متحده آمریکا بود که بیشتر به خاطر عضویت در گروه موسیقی آوازی تمپتیشنز شناخته می‌شود.